# EToro
eToro je izraelská mezinárodní společnost zabývající se sociálním obchodováním a investováním do různých aktiv, která se zaměřuje na poskytování finančních služeb a služeb kopírování obchodů (Tzv. copy tradingem), která byla založena v roce 2007. Její ústředí se nachází ve středním Izraeli, společnost má registrované pobočky na Kypru, ve Spojeném království, ve Spojených státech a v Austrálii. V lednu 2022 činila hodnota společnosti 8,8 miliardy USD.

## Historie
Společnost byla založena bratry Yoni Assia a Ronen Assia společně s Davidem Ringem jako RetailFX v roce 2007 v Tel Avivu.
V roce 2010 vydala společnost eToro platformu pro sociální investice eToro OpenBook, spolu s funkcí „CopyTrader“. Obchodní platforma eToro umožňuje investorům automaticky zobrazit, sledovat a kopírovat investice nejvýznamnějších obchodníků na platformě. Kromě této funkce byl později vyvinut sociální newsfeed eToro a program Popular Investor. Později téhož roku vydala společnost eToro svou první aplikaci pro Android, aby investoři mohli nakupovat a prodávat finanční nástroje prostřednictvím mobilních zařízení.
V letech 2007 až 2013 společnost získala ve čtyřech kolech financování 31,5 milionu dolarů. V prosinci 2014 společnost eToro získala 27 milionů dolarů od ruských a čínských investorů. V prosinci 2017 se společnosti eToro a CoinDash staly partnery pro rozvoj sociálního obchodování založeného na blockchainu. V roce 2018 společnost eToro získala dalších 100 milionů dolarů díky soukromému financování. Společnost uvedla, že do ní bylo celkově zainvestováno více než 162 milionů USD investičními společnostmi, jako jsou CommerzVentures, Spark Capital, SBI Holdings, Korea Investment Partners, Ping An Insurance, Sberbank, BRM Group a China Minsheng Financial Holdings. Mezi další investory patří Eli a Nir Barkat, Alona Barkat, Chemi Peres a fond Pitango VC, Digital Currency Group, Softbank, Betsy Z. Cohen, Eddy Shalev a Genesis Partners, Avner Stepak (Meitav Dash Investment House), Bracket Capital.
V roce 2013 firma zavedla možnost vedle komodit investovat také do akcií, CFD a měn s počáteční nabídkou 110 akciových produktů, která se později rozrostla na 2705 produktů.
Ve stejném roce bylo společnosti eToro povoleno nabízet své služby ve Velké Británii regulačním orgánem FCA v rámci dceřiné společnosti eToro UK. V lednu 2014 společnost eToro přidala ke svým investičním nástrojům bitcoiny a poté v roce 2017 i dalších devět kryptoměn. V dubnu 2014 společnost eToro přidala do výběru akcií společností 130 britských a německých akcií skládajících se z indexu FTSE 100 a indexů DAX30.
V roce 2017 eToro spustilo funkci CopyPortfolio, která umožňuje investorům kopírovat investiční portfolia od nejvýkonnějších obchodníků. Tato funkce částečně využívá strojové učení. V roce 2018 spustilo eToro kryptoměnovou peněženku pro Android a iOS. V květnu 2018 vstoupilo eToro na americký trh s nabídkou 10 kryptoměn: Bitcoin, Ethereum, Litecoin, XRP, Dash, Bitcoin Cash, Stellar, Ethereum Classic, NEO a EOS. V listopadu 2018 eToro oznámilo zahájení GoodDollar, neziskového komunitního projektu s otevřeným zdrojovým kódem, jehož cílem je snížit globální nerovnost bohatství prostřednictvím univerzálního základního příjmu s využitím technologie DeFi na blockchainu. V září 2021 zvýšila společnost eToro svůj podíl v protokolu GoodDollar z 58 000 na 1 milion dolarů.
V prosinci 2018 získala eToroX, dceřiná společnost eToro pro kryptoměny, licenci poskytovatele technologie distribuované hlavní knihy (DLT) od Gibraltar Financial Services Commission za ukládání nebo přenos hodnoty patřící ostatním (aktivity DLT).
V březnu 2019 získala společnost eToro dánskou blockchainovou společnost Firmo, za nezveřejněnou částku.
V září 2019 představilo eToro Lira, nový programovací jazyk open source pro finanční smlouvy. V říjnu 2019 vydala společnost eToro sentiment-based kryptoměnové portfolio, které pomocí technologie AI vyhodnotilo současné pozitivní nebo negativní dojmy Twitteru z digitálních aktiv. V listopadu 2019 získalo eToro společnost Delta, společnost zabývající se sledováním krypto portfolia, se sídlem v Belgii.
V roce 2020 společnost získala Marq Millions, britskou divizi e-money, kterou následně přejmenovala na eToro Money. Společnost také získala členství ve společnosti Visa a licenci instituce elektronických peněz (EMI) od úřadu Financial Conduct Authority. V prosinci 2021 společnost spustila debetní kartu eToro Money pro obyvatele Spojeného království, která zahrnuje vydávání debetní karty VISA jejím uživatelům.
V březnu 2021 společnost eToro oznámila, že se prostřednictvím fúze SPAC, která činí 10,4 miliard dolarů, plánuje stát veřejnou společností.
Společnost v roce 2022 působí ve 140 zemích. K březnu 2022 měla společnost 27 milionů uživatelů a 2,4 milionů financovaných účtů. Primární kanceláře eToro se nacházejí v Limassolu na Kypru, v Londýně, Velké Británii a Tel Avivu v Izraeli, spolu s regionálními pobočkami v Sydney v Austrálii, Hobokenu, New Jersey, Hongkongu a čínském Pekingu

## Regulace
Makléřské služby eToro poskytuje eToro (Europe) Ltd., registrovaná kyperská investiční firma (CIF). Registrační číslo společnosti je HE20058. eToro Europe podléhá regulaci ze strany Cyprus Securities & Exchange Commission (CySEC) pod licenčním číslem 109/10. Ve Spojeném království je společnost eToro UK Ltd., registrační číslo společnosti 7973792 autorizována a regulována orgánem Financial Conduct Authority (FCA) pod firemním referenčním číslem 583263. eToro Europe a eToro UK fungují a dodržují směrnici o trzích finančních nástrojů (MiFID). V Austrálii zajišťuje služby a produkty společnost eToro AUS Capital Pty Ltd., která je držitelkou licence pro australské finanční služby (AFSL) č. 491139 vydané australskou komisí pro cenné papíry a investice (ASIC) a která je regulována zákonem o korporacích (Britského společenství). eToro Australia zajišťuje pro své klienty služby eToro Europe.

## Služby
Svým uživatelům eToro nabízí několik služeb. Mezi nejznámější patří:
Obchodování na burze – eToro nabízí obchodování na burze v reálném čase. Klienti mohou obchodovat forex, kryptoměny, ETF, akcie a komodity, přičemž obchodování ETF a akcií je bezkomisní.
Sociální obchodovaní – Obrovská popularita eToro plyne z tzv. sociálního obchodování. Ve své podstatě jde o tom, že eToro dovoluje svým uživatelům kopírovat obchody ostatních zkušených obchodníků. Obchodníků, kteří zveřejňují své portfolio a obchody, je na eToro desítky tisíc, mezi nimiž si mohou uživatelé vybírat. Řadit je lze například podle úspěšnosti, dosažených zisků nebo míry rizika.
Jejich kopírování umožňuje funkce CopyTrader, díky které přídělí uživatel danému obchodníkovi určitou část svých financí, zvolí si, zda chcete kopírovat i již otevřené obchody, a následně jen sledujete výsledky. Zároveň je možné si nastavit i maximální přípustnou ztrátu. Za funkci CopyTrader uživatel nic neplatí.
CopyPortfolio – Služba CopyPortfolio funguje podobně jako sociální obchodování. Rozdíl je však v tom, že místo určitého obchodníka má uživatel možnost kopírovat předem vytvořené portfolio zaměřené na určitý segment trhu, oblast nebo třeba trend. Můžete tak investovat do předních evropských firem, do akcií spojených s výzkumem cukrovky nebo třeba do největších světových finančních institucí.
Populární investor – Za určitých podmínek se může stát investor na eToro tzv. populárním investorem, který za to, že je druhými kopírován, dostává od eToro odměny. Populární investor pak může dosahovat čtyř úrovní, dle kterých je společností eToro odměňován. Například na druhé úrovni dosahuje fixní příjem 400 dolarů.

## Marketing a expanze
V srpnu 2018 eToro oznámilo sponzorskou smlouvu se sedmi britskými týmy Premiership, včetně Tottenham Hotspur FC, Brighton & Hove Albion FC, Cardiff City FC, Crystal Palace FC, Leicester City FC, Newcastle United FC a Southampton FC. Partnerství pokračovalo i v roce 2019-20 Premier League s Aston Villa FC a Everton FC vstup do Southamptonu F.C., Tottenham Hotspur F.C., Crystal Palace F.C. a Leicester City F.C.
V roce 2018 bylo oznámeno, že v reklamní kampani pro eToro bude vystupovat herec Kristian Nairn ze seriálu Hra o trůny. Ta byla zveřejněna v říjnu 2018 na Youtube a zahrnovala internetový mem 'HODL'.
V roce 2019 měla uzavřené sponzorské smlouvy s americkým týmem KTM z MotoGP, Ultimate Fighting Championship, francouzským tenistou Gaelem Monfilsem a německým fotbalovým klubem Eintracht Frankfurt. V roce 2020 zahájila dvanáct nových sponzorských smluv s britskými, německými, francouzskými a dánskými sportovními kluby, včetně West Bromwich Albion, Burnley, FC Augsburg, 1. FC Kolín nad Rýnem, Hamburger SV (Bundesliga 2), Union Berlin, VfL Wolfsburg, AS Monako a FC Midtjylland. V říjnu 2020 Rugby Australia oznámila, že eToro bude prezentujícím partnerem pro ragbyovou sérii 2020 Tri Nations a v roce 2021 se dokonce na tři roky stane hlavním partnerem Australské rugbyové unie. V roce 2021 také zahájila partnerství s týmem DS Techeetah Formule E.
Krom toho taky sponzoruje fotbalový klub SK Slavia Praha. 
The South China Morning Post v únoru 2019 uvedl, že „značka plánuje expanzi v jihovýchodní Asii a potenciálně v Hongkongu“.
V březnu 2019 spustilo eToro svou americkou platformu pro obchodování s kryptoměnami a samostatnou peněženku na kryptoměny. V současné době nabízí 14 kryptoměn: ve 32 státech.